# Schloss Sindlingen

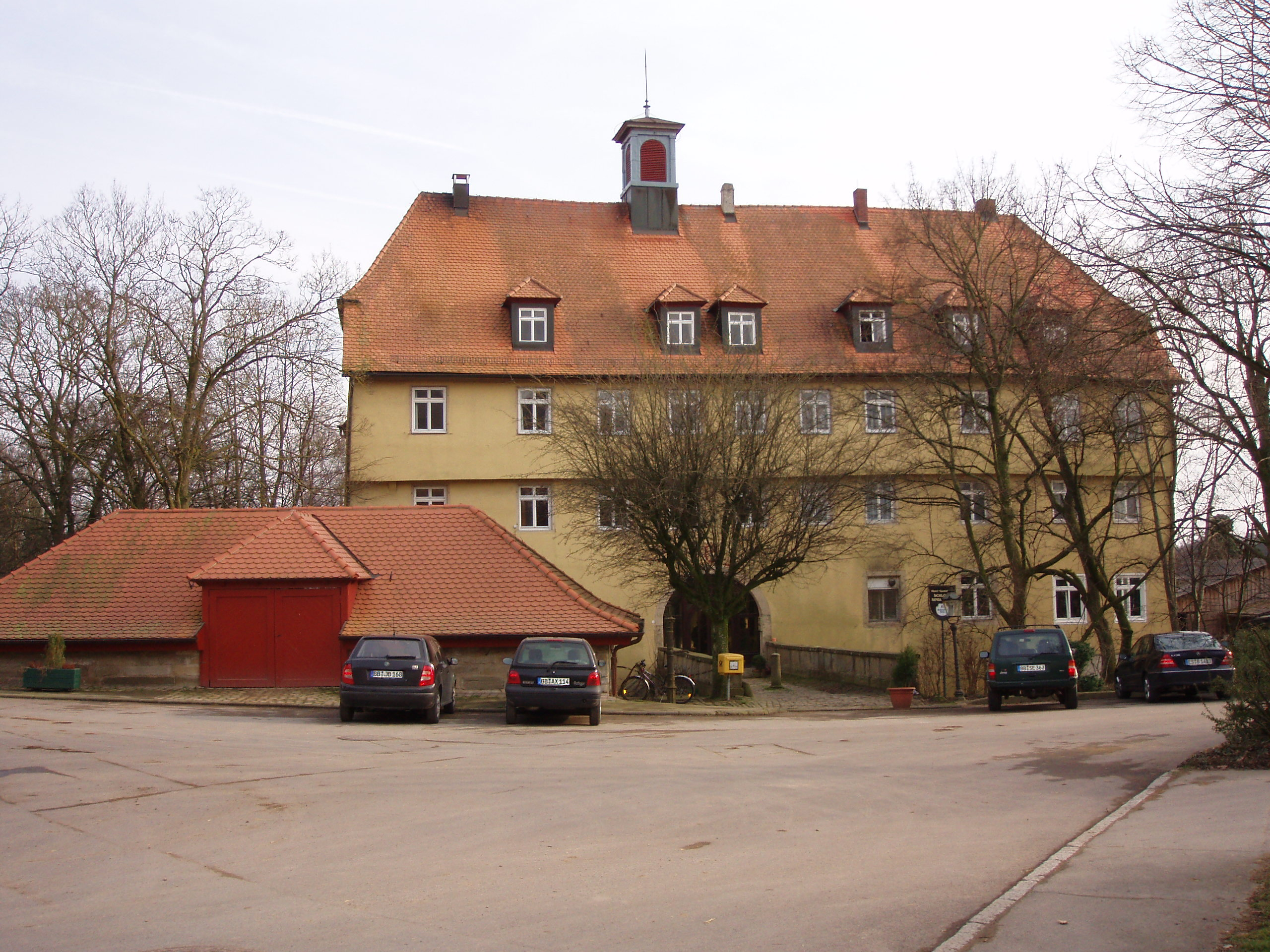
Schloss Sindlingen, Nordostansicht

Schloss Sindlingen ist eine Schlossanlage in Sindlingen, einem Teilort der Gemeinde Jettingen im Landkreis Böblingen.

## Geschichte
Das Schloss wurde im 15. oder 16. Jahrhundert als Wasserburg mit Graben erbaut, vermutlich unter den Herren von Gültlingen, die zu dieser Zeit Träger des württembergischen Lehens waren. Das Schloss war ursprünglich eine vierflügelige Anlage mit eingeschlossenem Hof, deren verputzter Hauptbau nach Nordwesten ausgerichtet war. Außerdem gehörte zum Schloss ein Park, von dem heute noch Überreste vorhanden sind. Im späten 17. Jahrhundert wurden mehrere Wirtschaftsgebäude an der auf das Schloss zuführenden Straße gebaut, wie z. B. ein Fruchtkasten, ein Backhaus, sowie das massive, verputzte Amtshaus. 1640 wurde das Schloss an die Herren Bernerdin von Kärnten verkauft, in deren Besitz die Anlage lange blieb. Ab 1782 gehörte das Schloss Franziska von Hohenheim, geborene von Bernerdin und spätere Ehefrau von Herzog Carl Eugen von Württemberg. Diese nahm bauliche Veränderungen an dem Gebäude vor und verbrachte nach dem Tod Carl Eugens die Sommermonate im Schloss. 1812 wurde das Gelände an die Fürstin von Colloredo verkauft, 1840 ging das Schloss an die Königliche Hofdomänenkammer. 1848 wurden der Querbau, der parallel zum Hauptbau verlief, und der Westflügel abgerissen. Der Westflügel wurde durch ein Ökonomiegebäude ersetzt.

Heute befinden sich im Schloss ein Hotel, eine Gaststätte und eine Reitanlage.